# Resolució 1119 del Consell de Seguretat de les Nacions Unides
La Resolució 1119 del Consell de Seguretat de les Nacions Unides fou adoptada per unanimitat el 14 de juliol de 1997. Després de recordar anteriors resolucions sobre Croàcia incloses les resolucions 779 (1992), 981 (1995), 1025 (1995), 1038 (1996), 1066 (1996) i 1093 (1997), el Consell va autoritzar la Missió d'Observadors de les Nacions Unides a Prevlaka (UNMOP) a continuar supervisant la desmilitarització a la zona de la península de Prevlaka fins al 15 de gener de 1998.
El Consell era preocupat que Croàcia i la República Federal de Iugoslàvia (Sèrbia i Montenegro) no haguessin avançat en adoptar suggeriments pràctics proposats pels observadors militars de les Nacions Unides el maig de 1996 per reduir la tensió i millorar la seguretat i la seguretat a la zona a més de resoldre la disputa de Prevlaka.
Es va instar als partits a que implementessin plenament un acord sobre la normalització de les seves relacions, que s'abstinguessin de la violència, garantissin la llibertat de moviment als observadors de les Nacions Unides i traguessin les mines terrestres. Es va demanar al secretari general Kofi Annan que informés al Consell sobre la situació abans del 5 de gener de 1998 sobre el progrés cap a una solució pacífica de la disputa entre els dos països. Finalment es va requerir a la Força d'estabilització, autoritzada a la Resolució 1088 (1996), que cooperés amb la UNMOP.